# Faget Abadiau
Faget Abadiau (en francès Faget-Abbatial) és un municipi francès situat al departament del Gers i a la regió d'Occitània.

## Demografia
| 1962                                       | 1968 | 1975 | 1982 | 1990 | 1999 | 2006 |
| ------------------------------------------ | ---- | ---- | ---- | ---- | ---- | ---- |
| 278                                        | 228  | 201  | 217  | 201  | 211  | 228  |
| Des de 1962: població sense dobles comptes |      |      |      |      |      |      |

## Administració
| Període   | Identitat      | Partit    |
| --------- | -------------- | --------- |
| 1937-1959 | Armand Caufepé |           |
| 1959-1995 | Albert Ferrand |           |
| 1995-     | Henri Chavarot | les Verts |